# 陆亚萍 (1955年)
陆亚萍（1955年—），江苏海门人，汉族，中华人民共和国政治人物、第十二届全国人民代表大会江苏地区代表。
毕业于中央党校函授学院经济管理专业。2013年，被选为全国人大代表。2018年2月24日，当选为第十三届全国人大代表。